# Nguyễn Văn Lý (phi công)
Nguyễn Văn Lý (sinh ngày 06 tháng 02 năm 1941 tại huyện Bình Lục, tỉnh Hà Nam) là một phi công Việt Nam, thuộc đơn vị E921, Bộ Tư lệnh Phòng không - Không quân. Ông cũng thuộc lực lượng không quân MIG-21 trực chiến bảo vệ Hà Nội và tham chiến nhiều trận đánh từ 1965 cho đến 1975.
Hồ Chí Minh  đã ba lần gửi huy hiệu tặng cho ông vì thành tích bắn rơi  máy bay Mỹ.

## Tiểu sử
Nguyễn Văn Lý sinh năm 1941 tại làng Vỹ Hạ, xã Trung Lương, huyện Bình Lục, tỉnh Hà Nam. Bố ông là Nguyễn Văn Nghiêm đã mất năm 1981 tại Hải Phòng, còn mẹ là Lã Thị Khiếm đã mất năm 1951 tại Hà Nam.

## Sự nghiệp
Nguyễn Văn Lý tham gia nhiều trận đánh trong chiến tranh Việt Nam và bắn hạ 3 máy bay Mỹ là F-105 ở Tuyên Quang, F8U ở Thành Hóa, và F4H ở Yên Bái.
Từ năm 1961 đến tháng 11 năm 1964, Nguyễn Văn Lý được cử sang Liên Xô để theo học khóa học phi công chiến đấu MiG-17. Sau đó, ông cùng 14 người khác tiếp tục theo học khóa bay chuyển loại MiG-21 ở Liên Xô vào đầu năm 1965. Cuối năm này, ông trở về nước và nhận nhiệm vụ ở Trung đoàn Sao Đỏ, Trung đoàn Không quân tiêm kích đầu tiên của Việt Nam.
Ngày 09 tháng 09 năm 1969, ông là một trong ba chỉ huy phi đội MiG-21 bay tiễn biệt ngang qua quảng trường Ba Đình vào ngày tang lễ Hồ Chí Minh.
Đến tháng 10 năm 1982, ông chuyển về công tác tại Ban biên giới Chính phủ. Từ năm 1992 đến 2001, Nguyễn Văn Lý làm việc ở Ủy ban Mặt trận Tổ quốc Thành phố Hà Nội rồi sau đó nghỉ hưu.